# Gaesischia patellicornis
Gaesischia patellicornis är en biart som först beskrevs av Adolpho Ducke 1911.  Gaesischia patellicornis ingår i släktet Gaesischia och familjen långtungebin. Inga underarter finns listade i Catalogue of Life.